# Тафт Хајтс (Калифорнија)
Тафт Хајтс (енгл. Taft Heights) насељено је место без административног статуса у америчкој савезној држави Калифорнија.

## Демографија
По попису из 2010. године број становника је 1.949, што је 84 (4,5%) становника више него 2000. године.
| Група             | 2000.         | 2010.         |
| Белци             | 1.538 (82,5%) | 1.439 (73,8%) |
| Афроамериканци    | 10 (0,5%)     | 15 (0,8%)     |
| Азијати           | 17 (0,9%)     | 11 (0,6%)     |
| Хиспаноамериканци | 245 (13,1%)   | 441 (22,6%)   |
| Укупно            | 1.865         | 1.949         |